# Osama Oraby
Osama Oraby (Il Cairo, 25 gennaio 1962) è un allenatore di calcio ed ex calciatore egiziano, di ruolo centrocampista.

## Carriera

### Giocatore

#### Club
Tra il 1982 ed il 1999 ha giocato nella prima divisione egiziana con l'Al-Ahly.

#### Nazionale
Con la nazionale egiziana ha partecipato alla Coppa d'Africa 1988 ed ai Mondiali 1990.

## Palmarès

### Giocatore

#### Competizioni nazionali
- Campionato egiziano: 10

Al-Ahly: 1984-1985, 1985-1986, 1986-1987, 1988-1989, 1993-1994, 1994-1995, 1995-1996, 1996-1997, 1997-1998, 1998-1999
- Coppa d'Egitto: 8

Al-Ahly: 1982-1983, 1983-1984, 1984-1985, 1988-1989, 1990-1991, 1991-1992, 1992-1993, 1995-1996

#### Competizioni internazionali
- CAF Champions League: 2

Al-Ahly: 1982, 1987
- Coppa dei Campioni afro-asiatica: 1

Al-Ahly: 1988
- Coppa delle Coppe d'Africa: 4

Al-Ahly: 1983-1984, 1984-1985, 1985-1986, 1992-1993
- Champions League araba: 1

Al-Ahly: 1996
- Coppa delle Coppe araba: 1

Al-Ahly: 1994
- Supercoppa araba: 2

Al-Ahly: 1997, 1998